# Federico Pezzullo
Federico Pezzullo (Frattamaggiore, 13 dicembre 1890 – Santa Marina, 10 settembre 1979) è stato un vescovo cattolico italiano.

## Biografia
Nel 1935 fu nominato rettore del seminario maggiore di Aversa, e lasciò quindi, senza riserve e senza pensione, il posto di insegnante presso la scuola di Frattamaggiore, dedicandosi ad un lavoro nobile ma che non dava soddisfazioni dal punto di vista economico.

### Ministero episcopale
Il 23 gennaio 1937 papa Pio XI lo nominò vescovo di Policastro e l'11 aprile fu consacrato nella cattedrale di Aversa.
Rimase alla guida della diocesi per ben 42 anni, fino alla sua morte: il 22 agosto 1970, tuttavia, lasciò il governo pastorale della diocesi al vescovo di Teggiano Umberto Luciano Altomare, nominato amministratore apostolico sede plena.
Si spense a Santa Marina il 10 settembre 1979 all'età di 88 anni. Le sue spoglie riposano, per sua espressa volontà, nella cripta della concattedrale di Policastro.
Il 19 settembre 2007 il vescovo di Teggiano-Policastro Angelo Spinillo ne ha aperto il processo diocesano di beatificazione, conclusosi solennemente nella concattedrale di Policastro il 3 maggio 2010. Gli atti della causa sono stati inviati alla Congregazione per le Cause dei Santi per la fase romana.

## Genealogia episcopale e successione apostolica
La genealogia episcopale è:
- Cardinale Scipione Rebiba
- Cardinale Giulio Antonio Santori
- Cardinale Girolamo Bernerio, O.P.
- Arcivescovo Galeazzo Sanvitale
- Cardinale Ludovico Ludovisi
- Cardinale Luigi Caetani
- Cardinale Ulderico Carpegna
- Cardinale Paluzzo Paluzzi Altieri degli Albertoni
- Papa Benedetto XIII
- Papa Benedetto XIV
- Cardinale Enrico Enriquez
- Arcivescovo Manuel Quintano Bonifaz
- Cardinale Buenaventura Córdoba Espinosa de la Cerda
- Cardinale Giuseppe Maria Doria Pamphilj
- Papa Pio VIII
- Papa Pio IX
- Cardinale Alessandro Franchi
- Cardinale Giovanni Simeoni
- Cardinale Antonio Agliardi
- Cardinale Basilio Pompilj
- Cardinale Adeodato Piazza, O.C.D.
- Vescovo Antonio Teutonico
- Vescovo Federico Pezzullo

La successione apostolica è:
- Arcivescovo Antonio Cantisani (1971)